# Asian Kung-Fu Generation
Gli Asian Kung-Fu Generation (アジアン・カンフー・ジェネレーション?, Ajian Kanfū Jenerēshon), noti anche come AKG, AKFG o Ajikan (アジカン?), sono una band giapponese sotto contratto con Ki/oon Records, una sotto-filiale di Sony Music Entertainment Japan.

## Storia del gruppo

### Origini e autoproduzioni
La band viene formata nel 1996 da Masafumi Gotō, voce e chitarra, Kensuke Kita, chitarra, Takahiro Yamada, basso. I tre si conobbero nel circolo musicale della Kanto Gakuin University, poco dopo si unì il batterista Kiyoshi Ijichi. Il gruppo cominciò a scrivere brani originali, con i testi in inglese, e a esibirsi all'università e nella zona di Yokohama.
Nel 2000 pubblicarono i loro primi EP autoprodotti, Caramelman and Asian Kung-Fu Generation, uno split album di 5 tracce composto con il duo CARAMELMAN, e The Time Past and I Could Not See You Again, formato da 6 pezzi. I testi delle canzoni erano quasi completamente in inglese e gli EP venivano venduti online o nei locali dove la band suonava live. L'anno seguente il gruppo scrisse il primo singolo in giapponese, Kona yuki (粉 雪?) e cominciò a mandarlo a diverse trasmissioni radio specializzate in musica indipendente, con la speranza che il brano venisse trasmesso. A seguito di questi tentativi, la canzone venne infine messa on air dalla stazione FM Yokohama. Nello stesso anno gli AKFG pubblicarono un terzo EP indipendente, I'm Standing Here, questa volta con i testi scritti in giapponese. La band attirò un discreto numero di ascoltatori e il 2001 fu l'anno in cui cominciò a esibirsi regolarmente nei club di Shibuya, Shimokitazawa e Kichijōji.

### Hōkai AmplifereKimi Tsunagi five M
Nel novembre 2002 uscì il mini album Hōkai Amplifer (崩壊アンプリファー?), che raggiunse il primo posto nella classifica settimanale della High Line Records per due settimane consecutive, e il 35º nella classifica Oricon vendendo 25000 copie. Per il design della copertina dell'album la band coinvolse Yūsuke Nakamura, dando inizio a una collaborazione con questo artista grafico e illustratore che è durata nel tempo e che ha reso iconiche le immagini degli album degli Asian Kung-Fu Generation. Grazie a questo successo, Hōkai Amplifier venne ripubblicato il 23 aprile 2003 ma questa volta sotto l'etichetta discografica Ki/oon Records, una sussidiaria di Sony Music Japan. Il brano principale di questo EP, Haruka kanata (未来の破片?), contribuì ad aumentare significativamente la popolarità della band dopo che venne scelto come seconda sigla iniziale della serie anime Naruto.
Nell'estate del 2003 la band si esibì al Fuji Rock Festival nella sezione ROOKIE A GO GO e al Summer Sonic Festival '03 a Tokyo e Osaka. Il 6 agosto dello stesso anno uscì il loro primo singolo per la Ki/oon, Mirai no kakera (未来の破片?), seguito il 16 ottobre da un secondo singolo, Kimi to iu hana (君という花?). La band pubblicò un nuovo album il 19 novembre 2003, Kimi tsunagi five M (君 繋 フ ァ イ ブ エ ム?), che venne accolto positivamente dalla critica e ebbe un buon successo commerciale raggiungendo il quinto posto delle classifiche giapponesi.
Nel 2004 vincono il premio per il Miglior Nuovo Artista (Best New Artist) e il loro video Kimi to Iu Hana vince il premio come miglior video musicale (Best Musical Video). Nel corso dell'anno la band pubblica 4 nuovi singoli: Sairen, Loop & Loop, Kimi no Machi Made e Rewrite, che diventerà la quarta ed ultima sigla di apertura dell'anime Fullmetal Alchemist.
Sempre nel 2004 pubblicano il loro secondo album Sol-Fa, che diventa presto un successo, tanto da diventare numero 1 nella classifica Oricon per due settimane vendendo inoltre 600 000 copie.
Nel 2005 pubblicano un DVD che mantiene la prima posizione nella classifica Oricon DVD per un mese intero. Più tardi, sempre nel 2005 pubblicano un altro singolo: Blue Train. Nel 2006 pubblicano ben 2 album, Fanclub e una compilation, Feedback File. Il primo sta nella top5 per circa 2 mesi mentre Feedback File entra in classifica alla seconda posizione.
Nel 2006 pubblicano altri due singoli: World Apart e Aru Machi no Gunjo e dopo la pubblicazione dell'album "Fan Club" gli AKFG partirono per un tour nazionale chiamato Count 4 My 8 Beat che ebbe uno strepitoso successo.
Nel 2007 hanno pubblicato il loro terzo DVD e il singolo chiamato After Dark (questo è noto anche per essere stato scelto come sigla di apertura dell'anime Bleach) che ha venduto 38 624 copie nella sola prima settimana d'uscita.
Le copertine degli album degli Asian Kung-Fu Generation sono disegnate e create da Yusuke Nakamura.
Nel 2009 esce il loro tredicesimo singolo Shinseiki No Love Song (letteralmente canzone d'amore del nuovo secolo). Si tratta di una canzone dallo stile tutto nuovo che dimostra la maturazione musicale della band. Nello stesso anno vengono pubblicati due nuovi DVD live, Eizō Sakuhinshū Vol. 5 e Vol. 6. Quest'ultimo, composto da 2 CD, riprende il tour World World World del medesimo anno ed è il primo live disponibile anche in blu-ray del gruppo nipponico.
Nel 2010 Gotō annuncia l'uscita del loro sesto album. Si tratta di Magic Disk che prevede 13 tracce più una bonus (Solanin), che uscirà il 23 giugno 2010. La traccia bonus è stata usata come colonna sonora nell'omonimo film del 2010 diretto da Takahiro Miki e scritto da Asano Inio.

## Formazione
- Masafumi Gotō – voce principale, chitarra ritmica
- Kensuke Kita – chitarra solista
- Takahiro Yamada – basso
- Kiyoshi Ijichi – batteria, percussioni

## Discografia

### Album studio
- 2003 - Kimi Tsunagi Five M (君繋ファイブエム?) (Kioon Music)
- 2004 - Sol-fa (ソルファ?) (Kioon Music / Tofu)
- 2006 - Fanclub (ファンクラブ?) (Kioon Music / Gan-Shin)
- 2008 - World World World (ワールド ワールド ワールド?) (Kioon Music)
- 2008 - Surf Bungaku Kamakura (サーフ ブンガク カマクラ?) (Kioon Music)
- 2010 - Magic Disk (マジックディスク?) (Kioon Music)
- 2012 - Landmark (ランドマーク?) (Kioon Music)
- 2015 - Wonder Future (Kioon Music)
- 2016 - Sol-fa 2016 (ソルファ（2016）?) (Kioon Music)
- 2018 - Hōmutaun (ホームタウン?) (Kioon Music)
- 2022 - Planet Folks (プラネットフォークス?) (Kioon Music)
- 2023 - Surf Bungaku Kamakura (Edizione completa) (サーフ ブンガク カマクラ (完全版)?) (Kioon Music)

### Singoli
- 2003 - Mirai no Kakera
- 2003 - Kimi to iu Hana
- 2004 - Siren
- 2004 - Loop and Loop
- 2004 - Rewrite
- 2004 - Kimi no Machi Made
- 2005 - Blue Train
- 2006 - World Apart
- 2006 - Aru Machi no Gunjou
- 2007 - After Dark
- 2008 - Korogaru Iwa Kimi ni Asa ga Furu
- 2008 - Fujisawa Loser
- 2009 - Shinseiki No Love Song
- 2010 - Solanin
- 2010 - Maigoinu to Ame no Beat
- 2011 - Marching Band
- 2012 - Kakato de Ai o Uchinarase
- 2012 - Sore dewa, Mata Ashita
- 2013 - Ima wo Ikite
- 2015 - Easter
- 2016 - Right Now
- 2016 - Re:Re:
- 2016 - Blood Circulator
- 2017 - Kōya o Aruke (荒野を歩け?)
- 2018 - nihongo|Boys & Girls
- 2019 - Dororo/解放区 (Kaihōku?)
- 2020 - Daiarōgu/Furetai Tashikametai (ダイアローグ/触れたい 確かめたい?)
- 2021 - Empathy
- 2022 - Demachiyanagi Parallel Universe
- 2023 - Shukuen
- 2025 - Life is Beautiful
- 2025 - MAKUAKE/little lennon

### Raccolte
- 2006 - Feedback File (Kioon Music)
- 2014 - Feedback File 2 (Kioon Music)

### Dvd
- 2004 - Eizō Sakuhinshū Vol. 1
- 2005 - Eizō Sakuhinshū Vol. 2
- 2007 - Eizō Sakuhinshū Vol. 3
- 2008 - Eizō Sakuhinshū Vol. 4
- 2009 - Eizō Sakuhinshū Vol. 5
- 2009 - Eizō Sakuhinshū Vol. 6

## Curiosità
- Alcune loro canzoni sono anche le ending/opening dell'anime Bleach di Tite Kubo, tra le più famose citiamo After Dark e World World World.
- Altre sono state usate come ending/opening dell'anime Fullmetal Alchemist. È il caso di Rewrite.
- Famosissima è anche la canzone usata per l'anime Naruto, Haruka Kanata.
- Nel 2016, il singolo Re:Re: (uscito per la prima volta nel 2002) è stato nuovamente registrato per essere utilizzato come opening dell'anime Erased.
- Il pezzo Maigoinu To Ame No Beat è l'opening dell'anime The Tatami Galaxy, diretto da Masaaki Yuasa e prodotto dallo studio Madhouse.
- Il brano Kouya wo Aruke è il tema principale del film d'animazione Yoru wa mijikashi aruke yo otome, diretto da Masaaki Yuasa e prodotto dallo studio Science SARU.